# 室蘭カレーラーメン

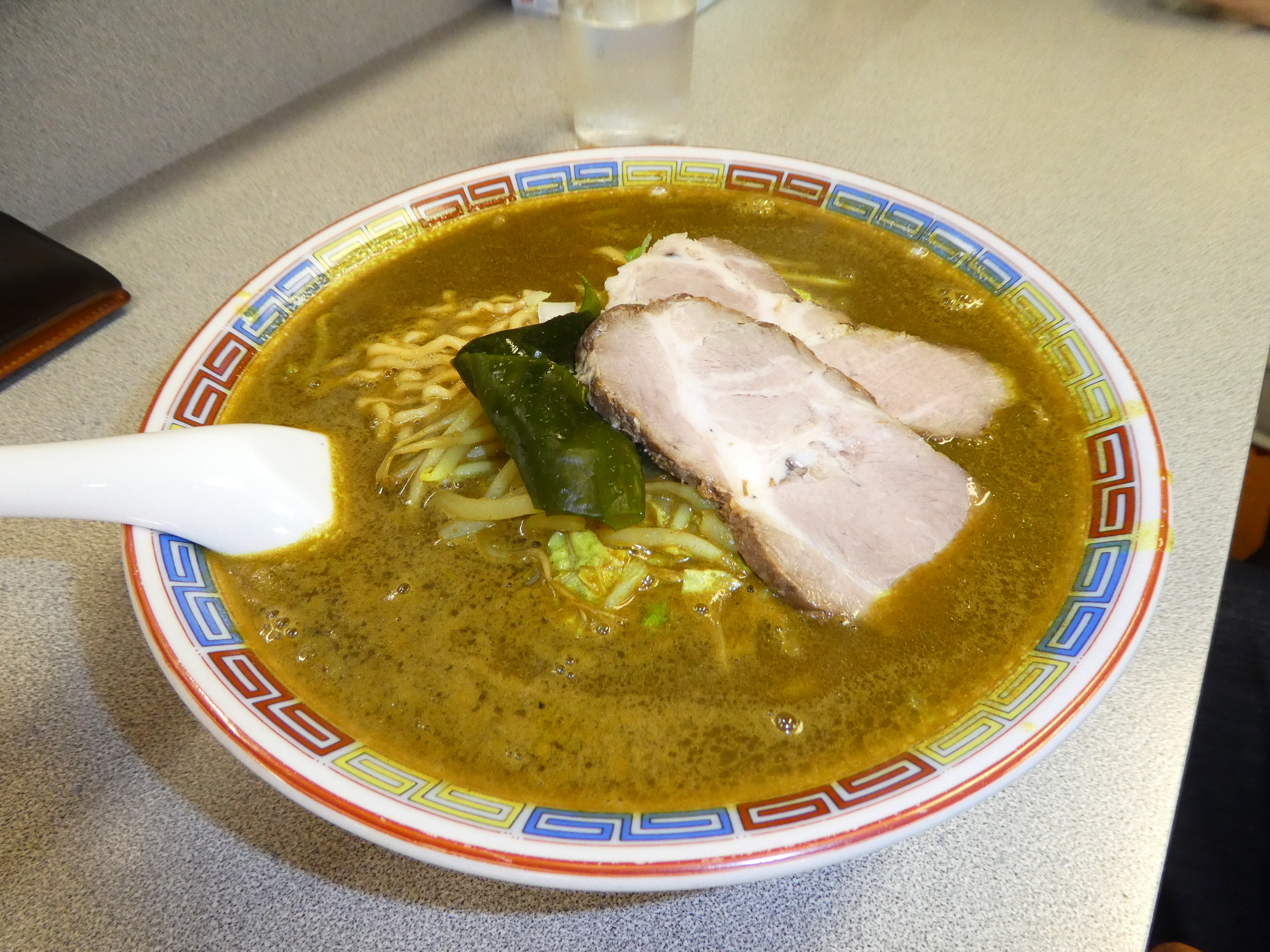
北海道 室蘭市のラーメン店「味の大王 室蘭本店」の「室蘭カレーラーメン」

室蘭カレーラーメン（むろらんカレーラーメン）とは、北海道室蘭市・登別市・伊達市・洞爺湖町の「室蘭カレーラーメンの会」に加盟するラーメン店を中心に提供されるラーメンである。2015年5月3日現在、室蘭管内（室蘭・登別・伊達・洞爺湖町）の約6割のラーメン店で提供されている。2016年8月時点では室蘭カレーラーメンを提供している「味の大王 室蘭本店」は時間、時期によっては入店待ちの行列ができる。

## 歴史

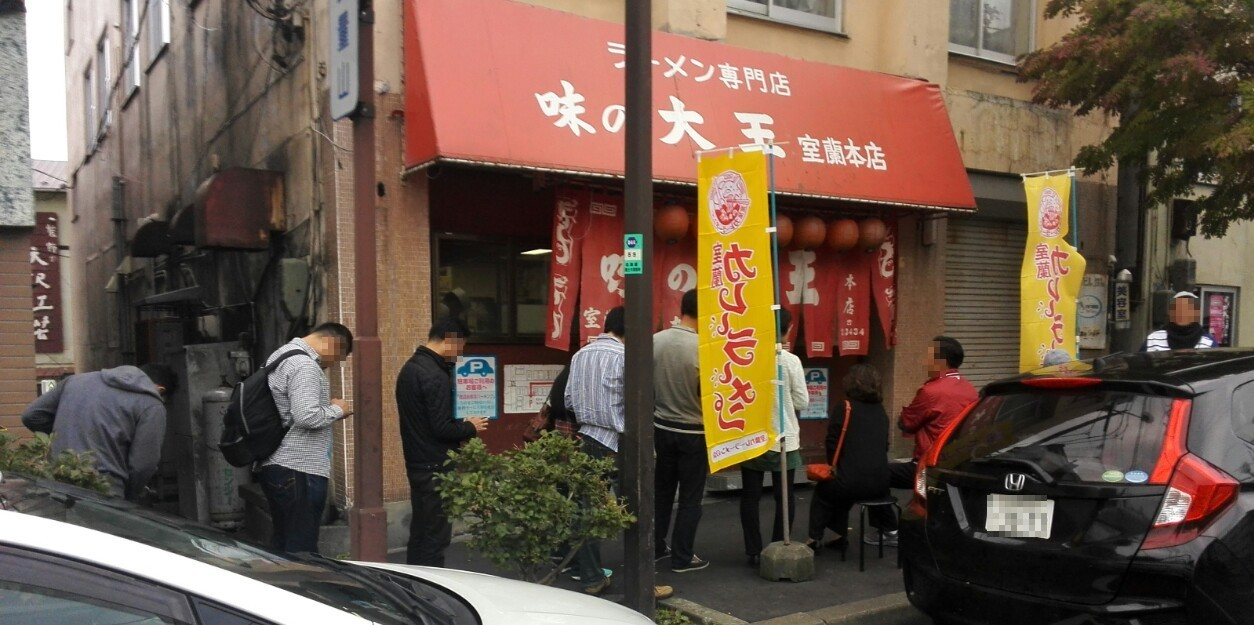
北海道 室蘭市のラーメン店「味の大王 室蘭本店」

室蘭カレーラーメンの原形は1965年春に苫小牧市で開発された。
しかしあまり売れず1967年頃に店主は岩見沢市へ移り住み「味の大王」を開店した。この店の味に惚れ込み常連となった客の一人が1971年に弟子入り、カレーラーメンを含めた店のレシピを学びこの年の9月に室蘭市輪西町で開業した。工場が近くにあり一日200杯以上のラーメンが売れたが、味噌ラーメンが主でここでもカレーラーメンはあまり売れなかった。
1972年に店舗を中央町に移転、この店舗が「味の大王 室蘭本店」となった。当初はカレーラーメンは1日5杯程度と限定的だった。しかし、1980年代には市内の複数の店がカレーラーメンをメニューに加えるようになった。
1999年、室蘭市出身の元モーニング娘。のメンバー安倍なつみがラジオ番組で「カレーラーメンなら室蘭の『味の大王』さんがおいしい」と語ったことがきっかけで、全国の安倍なつみファンとモーニング娘。のファンが来店するようになった。
2005年に室蘭市の人口が10万人を割り、室蘭カレーラーメンを観光資源とする試みも強化されるようになった。2006年4月25日、室蘭市公式による「室蘭カレーラーメンの会」が発足し、全国へ情報発信を開始した。会長には「味の大王 室蘭本店」店長であり室蘭観光協会理事である小柳富資が就任した。室蘭商工会議所も経済産業省が進める「地域資源∞全国展開プロジェクト」にブランド化支援事業として申請、7月に参入が決定した。2007年1月には、マスコットキャラクターの名前が「めんばる君」に決定。名称の由来は「メンバー」「ほお張る」「頑張る」を組み合わせた造語となっている。
こうした取り組みにより注目度が高まり、室蘭観光協会の窓口にカレーラーメンの店について尋ねる観光客も目立つようになった。「室蘭カレーラーメンの会」は室蘭カレーラーメンを「北海道（のご当地ラーメンとして）第4の味」としており、各種メディアでも札幌ラーメン・旭川ラーメン・函館ラーメンに次ぐ「第4の味」として報道されることもある。

## 特徴
味は統一されておらず、具や調理法は店によって異なる。「室蘭カレーラーメンの会」会長は、カレーラーメンの定義は特になく、カレーの味がすればよいとしている。
東室蘭駅近くの食堂「味しん」のカレーラーメンは、チャーシューを室蘭やきとり風に串に刺したものにするほか、地元産のうずら卵の水煮を用いるなど、室蘭名物を盛り込んだ仕上がりになっている。残ったスープを味わえるよう、ライスもセットで出される。
2015年、室蘭市輪西町のラーメン店「蘭たん亭」はオリジナル・スパイス（ガラムマサラやクミンなど8種類のスパイスをブレンド）を開発し、カレーラーメンを注文した客へ、自分の好みの辛さに調整できるようにと提供している。

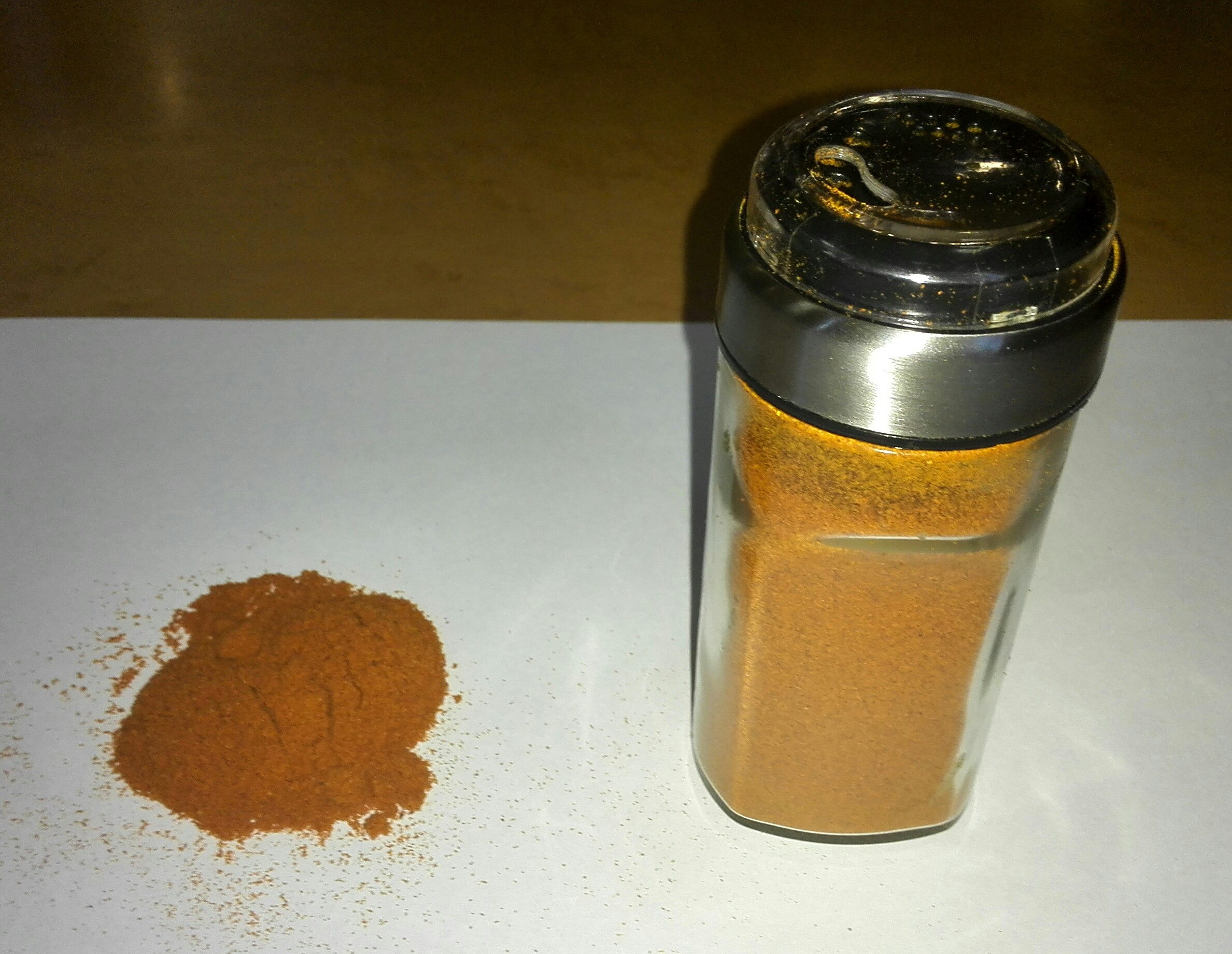
北海道 室蘭市のラーメン店『蘭たん亭』が開発した『室蘭カレーラーメン』の辛さを増す、オリジナルスパイス

麺
北海道小麦を使用した、もっちりとした太縮れ麺である。
味付け
- 果物・野菜・スパイスを原料としたカレーペーストと豚骨系スープを合わせたものである。

## 関連製品
2004年8月、札幌の食品メーカー味車がラーメンとカレールーをセットにした「室蘭カレーラーメン」を発売した。以降も各社が製品化している。

### 日清食品
1996年、日清食品は「北海道の御当地ラーメン」をコンセプトとして、旭川醤油・札幌味噌・函館塩の北海道三大ラーメンを袋麺にした製品を「日清のラーメン屋さん」の名称で発売、後にカップ麺も発売し、袋麺は発売4年目に累計3億食、カップ麺は発売から1年で500万ケースと好調な売れ行きを記録した。このシリーズの製品に加えられたのが「日清のラーメン屋さん 室蘭カレーラーメン」である。
- 2010年3月8日、「室蘭カレーラーメンの会」監修による即席袋めん「日清 北海道のラーメン屋さん 室蘭カレーラーメン5食パック」全国発売。商品コンセプトは「北海道のおいしさを全国へ、「室蘭カレーラーメンの会」考案、「誰もが楽しめる室蘭カレーラーメン」を再現」と説明している。
- 2011年2月14日、 北海道限定としてリニューアル販売、札幌日清食品千歳工場で生産された。
- 2011年3月14日、カップ麺として「日清 北の太麺堂々 室蘭カレーラーメン」北海道限定発売。
- 2012年1月23日、リニューアル販売。

### 東洋水産
2017年9月1日、東洋水産の主導により『室蘭カレーラーメンの会』会長、小柳富資が監修したチルド麺『マルちゃん 北の味わい 室蘭カレーラーメン』が東北・甲信越・関東・中京・北陸地方で発売された。